# Републикански път III-358
Републикански път IIІ-358 е третокласен път, част от републиканската пътна мрежа на България, преминаващ изцяло по територията на област Ловеч. Дължината му е 89,4 км.
Пътят се отклонява надясно при 83,9 км на Републикански път II-35 в източната част на село Бели Осъм и се насочва на запад. Преминава през центъра на селото и започва изкачване по долината на река Ръждавец (ляв приток на река Бели Осъм). Преминава последователно през селата Горно Трапе и Терзийско и достига до центъра на село Шипково. От там се изкачва по източния склон на Васильовска планина, пресича я чрез висока 1238 м н.в. седловина и по долината на река Дебелщица слиза в долината на река Бели Вит. Продължава надолу по долината на реката, като преминава през село Рибарица и центъра на град Тетевен и в квартал „Полатен“ достига до сливането на реките Бели и Черни Вит. Там завива на север и продължава надолу по десния бряг на река Вит до село Гложене. В северната част на селото преминава на левия бряг на реката, завива на запад, заобикаля от север планинския рид Лисец и достига до град Ябланица. Минава през центъра на града, отново завива на север и през село Добревци и достига до село Орешене, където се свързва с Републикански път III-103 при неговия 46,9-и км.
| Пътища, отклоняващи се надясно (населено място, № на пътя, посока на пътя) | Км   | Пътища, отклоняващи се наляво (посока на пътя, № на пътя, населено място) |
| -------------------------------------------------------------------------- | ---- | ------------------------------------------------------------------------- |
| Община Троян, II-35, 83,9 км, с. Бели Осъм →                               | 0,0  | → с. Бели Осъм, 83,9 км, II-35, Община Троян                              |
| с. Бели Осъм                                                               | 1    | с. Бели Осъм                                                              |
| (за гр. Троян) общински път, с. Горно Трапе ←                              | 3,7  | с. Горно Трапе                                                            |
| (за с. Балабанско) общински път, с. Терзийско ←                            | 5,8  | с. Терзийско                                                              |
| с. Шипково                                                                 | 12,4 | с. Шипково                                                                |
| Община Тетевен                                                             | 21,6 | Община Тетевен                                                            |
| с. Рибарица                                                                | 43   | с. Рибарица                                                               |
| (за с. Васильово) общински път ←                                           | 47,3 |                                                                           |
| гр. Тетевен                                                                | 55,2 | гр. Тетевен                                                               |
| гр. Тетевен                                                                | 61,6 | ← гр. Тетевен, 34,5 км, III-3701 (от гр. Етрополе)                        |
| гр. Тетевен                                                                | 62,6 | → гр. Тетевен, общински път (за с. Голям извор)                           |
| (от 97,4 км на I-3) III-305, 61 км, Гложене →                              | 67,8 | Гложене                                                                   |
| Община Ябланица                                                            | 75   | Община Ябланица                                                           |
|                                                                            | 75,7 | → общински път (за с. Малък извор)                                        |
| (от 59 км на I-5) I-3, 161 км, гр. Ябланица →                              | 81,0 | → гр. Ябланица, 161 км, I-3 (до гр. Ботевград)                            |
| с. Добревци                                                                | 86,9 | → с. Добревци, общински път (за с. Дъбравата)                             |
| (до 7,1 км на I-4) III-103, 46,9 км, с. Орешене ←                          | 89,4 | ← с. Орешене, 46,9 км, III-103 (от гр. Мездра)                            |